# Очай, Прафас
Прафас Очай (тайск. ประภาศน์ อวยชัย; род. 18 декабря 1924, Накхонпатхом, Сиам) — таиландский государственный деятель, профессор, бывший министр юстиции (1991—1992), ректор Университета Таммасат (1977—1982) и председатель Национальной ассамблеи Таиланда (1974—1975).

## Биография

### Ранние годы
Получил степень бакалавра в Университете Таммасат в 1947 году, затем в 1950 году — степень магистра права в том же университете. Учёную степень доктора юридических наук получил в Университете Чулалонгкорна.

### Карьера
В 1977 году был избран на должность ректора Университете Таммасат, где проработал до 1982 года. Также в разное время занимал должности директора Центрального суда по делам несовершеннолетних, помощника главного судьи Верховного суда, вице-председателя Верховного суда, генерального секретаря коллегии адвокатов Таиланда, генерального секретаря Управления юридического образования коллегии адвокатов, президента Ассоциации Будды Таиланда под королевским патронажем, президента Совета по социальному обеспечению Таиланда.
После государственного переворота 1973 года был образован новый временный законодательный орган — Национальная законодательная ассамблея (вместо Палаты представителей), председателем которой Прафас Очай был назначен 17 октября 1974 года. 1 декабря 1974 года также назначен постоянным секретарём министерства юстиции королевства. 30 мая 1974 года был избран председателем совета Университета Рамакхамхаенг, покинув эту должность только 16 сентября 2003 года.
В 1991 году был назначен министром юстиции Таиланда в правительстве Анана Паньярачуна.

### Смерть
Профессор Прафас Очай скончался 10 июня 2017 года в возрасте 92 лет.